# أنجلينا مانغو
أنجلينا مانغو (من مواليد 10 أبريل 2001) مغنية وكاتبة أغاني إيطالية اكتسبت شهرتها بعد أن بلغت أغنيتها الفردية "Ci pensiero Tomorrow" و"Che t'o dico a fa'" ذروتها ضمن المراكز العشرة الأولى على قوائم الأغنية الإيطالي في عام 2023. فازت أنجلينا بجائزة مهرجان سانريمو الموسيقي 2024 بأغنيتها "La noia"، ومثلت إيطاليا في مسابقة الأغنية الأوروبية 2024.
شاركت في النسخة الثانية والعشرين من مسابقة أصدقاء ماريا دي فيليبي للمواهب عام 2023 وحصلت على المركز الثاني وفازت بفئة الغناء.

## نشأتها
ولدت أنجلينا مانغو في 10 أبريل 2001 في ماراتيا، في مقاطعة بوتينزا، بازيليكاتا، لوالدها بينو مانجو، المعروف ببساطة باسم مانجو، ولورا فالنتي، المغنية السابقة لماتيا بازار. نشأت في لاغونيجرو، أيضًا في مقاطعة بوتينزا، مع شقيقها الأكبر فيليبو، والذي تشاركه شغفها بالموسيقى. نشأت في بيئة عائلية موسيقية، وتعلمت الغناء والعزف على البيانو والجيتار. عندما كانت في الخامسة من عمرها، بدأت ممارسة الرقص، ومارسته لمدة 10 سنوات. انضمت إلى فرقة موسيقية كمغنية حيث كان شقيقها يعزف على الطبول، ويؤدي عروضه في العديد من الأندية حول مسقط رأسهم. ظهرت لأول مرة في الاستوديو في سن العاشرة في ألبوم Mango's La terra degli aquiloni كمغنية مساندة، ثم غنت أغنية Get Back لفرقة البيتلز في دويتو مع والدها في آخر تسجيل له بعنوان الحب مرئي.
في سبتمبر 2014، التحقت بالمدرسة الثانوية، قبل أن توقف دراستها بعد وفاة والدها في 8 ديسمبر من نفس العام. في عام 2016، انتقلت إلى ميلانو مع والدتها وشقيقها، حيث واصلت دراستها وبدأت الغناء في فرقة مع شقيقها كعازفة طبول.

## روابط خارجية
- . على يوتيوب
- Angelina Mango at أول ميوزيك
- Angelina Mango discography at ديسكوغز
- Angelina Mango at ميوزك برينز